# Angelo Paglia
Pour les articles homonymes, voir Paglia (homonymie).
Angelo Paglia (Brescia, 1681-1763), est un peintre italien qui fut actif à Brescia pendant la période baroque.

## Biographie
Angelo Paglia, fils cadet de Francesco Paglia fut aussi  son élève.
Son frère aîné, Antonio (1681-1763), fut lui aussi peintre.

## Œuvres
- San Francesco di Pola, église Santa Orsola, Brescia.
- Santa Margherita di Cortona et San Giuseppe[2]
- San Giuseppe da Copertino (1757) et San Antonio (retable), église Santa Maria dei Miracoli[3]

## Sources
- x